# Кервей
Кервей (Кырвей, Кыврей) — река в России, течёт по территории юго-западной части Лешуконского района Архангельской области. Левый приток реки Чулас.
Длина реки составляет 32 км.
Течёт по лесной болотистой местности. Генеральным направлением течения является запад. Впадает в Чулас на высоте 36 м над уровнем моря.

## Данные водного реестра
По данным государственного водного реестра России относится к Двинско-Печорскому бассейновому округу, водохозяйственный участок реки — Мезень от истока до водомерного поста у деревни Малонисогорская. Речной бассейн реки — Мезень.
Код объекта в государственном водном реестре — 03030000112103000048488.